# تركاشة (بهي دهبكري)
ترکاشة (بالفارسية: ترکاشه) هي قرية تقع في إيران في قسم بهي دهبکري الريفي. يقدر عدد سكانها بـ 225 نسمة بحسب إحصاء 2016.